# Megabizo II
Megabizo (hacia 516 a. C.-hacia 440 a. C.), noble persa, importante comandante del ejército durante la primera mitad del siglo V a. C.

## Contexto histórico
Megabizo (en persa antiguo Baghabuxša) era el hijo de Zópiro y de una hermana del rey aqueménida Darío I. El padre de Zópiro, llamado también Megabizo fue uno de los siete nobles que asesinaron al mago Gaumata en el 522 a. C., quien haciéndose pasar por Esmerdis, hermano de Cambises II, había usurpado el trono. Por su parte, Zópiro, jugó un rol importante en la toma de Babilonia, ciudad que se había rebelado dos veces contra Darío I bajo Nabucodonosor III en el 522 a. C. y Nabucodonosor IV en el 521 a. C.
Durante el reinado de Darío I, Zópiro ocupó un cargo importante en Babilonia. Sin embargo, tras la ascensión al trono de Jerjes I, los babilonios se rebelaron de nuevo y mataron a Zópiro (según el historiador griego Ctesias). La causa de esta nueva rebelión bien pudo ser que Jerjes no atendía todos los ritos en el templo principal de Babilonia, el Esagila, templo dedicado al dios supremo babilonio Marduk. El rey ordenó al hijo de Zópiro, Megabizo, retomar la ciudad, cosa que hizo destruyendo la estatua del dios para prevenir futuras revueltas. Si la cronología de Ctesias es correcta, esto debió pasar antes de las campañas de Jerjes contra Grecia, hacia el 484 a. C.

## Campaña contra Grecia
Según Heródoto de Halicarnaso, Megabizo se convirtió en uno de los comandantes supremos del ejército persa en la campaña contra Grecia en el 480 a. C. Como todos los generales, tenía vínculos familiares con el rey: Megabizo se había casado con Amitis, una hija de Jerjes. El rol exacto de Megabizo en la campaña se desconoce, excepto el hecho que lideraba un tercio del ejército desde el Helesponto hasta Macedonia a través de Tracia y Peonia. Es probable que Megabizo permaneciera con Jerjes durante el resto de la campaña, estando presente en la Batalla de las Termópilas.
Ctesias nos dice que en el verano del 479 a. C. Jerjes ordenó a Megabizo saquear el templo de Apolo en Delfos. Su yerno se negó a hacerlo. Esto, sin duda, no tiene sentido, ya que los persas veneraban a Apolo al considerarlo idéntico a su propio dios supremo Ahuramazda. Esto significa que nunca hubieran destruido uno de sus templos. La explicación más probable a todo esto es que Megabizo fuera el comandante anónimo de la expedición pacífica a Delfos en el 480 a. C. (presentada incorrectamente por Heródoto como un ataque violento rechazado por intervención divina).
Siguiendo aún a Ctesias, la mujer de Megabizo, Amitis, fue acusada de adulterio por aquellas fechas. Su padre Jerjes la llamó al orden. Algunos eruditos han relacionado este incidente con una aventura adúltera del propio Jerjes, explicada por Heródoto. Actualmente no hay prueba que relacione ambos incidentes, salvo el hecho que tuvieron lugar aproximadamente al mismo tiempo, tras la expedición a Grecia.

## Sátrapa de Siria
Se desconoce el papel de Megabizo durante el siguiente cuarto de siglo, pero es posible que fuera nombrado sátrapa de Siria.
Megabizo tomó parte en la conspiración de Artabano para asesinar al emperador, pero posteriormente le traicionó cuando intentaba acabar también con la vida del sucesor.
Jerjes fue asesinado en los primeros días de agosto de 465 a. C. y fue sucedido por su hijo, Artajerjes I. Casi inmediatamente, varias zonas del imperio se rebelaron, entre ellas Bactria y Egipto. El egipcio Inaro derrotó al sátrapa persa y tío (o tal vez hermano) de Artajerjes, Aquemenes, pasando a controlar el Bajo Egipto y abriendo negociaciones con los griegos. En el 460 a. C., Atenas, quien estaba todavía oficialmente en guerra contra Persia, envió una fuerza expedicionaria de 200 navíos y 6.000 hombres de infantería pesada para ayudar a Inaro. Juntos capturaron Menfis excepto la ciudadela persa, que resistió varios años. Para los persas esta rebelión era un tema muy serio, ya que muchos nobles poseían tierras en Egipto, y éstos no apreciaron demasiado que el nuevo rey considerara la revuelta bactriana de mayor importancia. El alto mando persa no sólo tenía que enfrentarse a dos rebeliones externas, sino también a la de sus propios nobles y altos cargos.

## Campaña en Egipto
En el 456 a. C., Artajerjes envió a Megabizo y a Artabazo I, sátrapa de la Frigia Helespóntica, a Egipto. A pesar de que disponían de una considerable flota de 300 navíos, su gran ejército (200.000 hombres según la exagerada narración de Ctesias) tomó la ruta terrestre. A Artabazo, quien debía ser por entonces ya un hombre anciano, prácticamente no se le menciona en nuestras fuentes. Megabizo, sin embargo, jugó un rol importante durante la campaña.
Consiguió expulsar a los atenienses y egipcios de Menfis y aislarlos en una isla llamada Prosopitis. En junio de 454 a. C., cuando el Nilo estaba bajo y los atenienses no podían utilizar sus barcos, Megabizo lanzó un ataque contra la isla. Poco después de la batalla decisiva, entabló negociaciones con los atenienses, quienes dejaron a sus aliados marchándose a Cirene (actual Shahhat en Libia, antigua Cirenaica). Después de esto, Inaro fue fácilmente derrotado y capturado.
Según Ctesias (del que se desconoce su fiabilidad pero es nuestra única fuente), Megabizo estuvo a punto de caer en desgracia después de su victoria. La reina madre Amestris, esposa de Jerjes, se enfureció con Megabizo por no castigar a los atenienses. Después de todo, habían colaborado con el hombre que había asesinado a su hijo Aquemenes. Inicialmente Artajerjes impidió su venganza, pero al cabo de cinco años, acabó por permitir que Amestris crucificara a Inaro y ejecutara a varios atenienses cautivos. Megabizo, quien había dado su palabra de que la vida de Inaro no peligraba, fue incapaz de soportar la humillación y pidió volver desde la corte de Artajerjes a Siria, permiso que le fue concedido.
Hasta aquí lo que nos dice Ctesias. La narración parece contradecirse con los hechos, porque sabemos por otra fuente (Diodoro de Sicilia), que en el 449 a. C./448 a. C. Megabizo y Artabazo estaban aún ocupados en la guerra contra los griegos liderados por Cimón. El teatro de operaciones se situaba en Chipre, isla que pertenecía a la supuesta satrapía siria de Megabizo. Artabazo y Megabizo abrieron las negociaciones con los atenienses, con el resultado de la Paz de Callias.

## Un fin sorprendente
Ctesias continúa su relato con un apunte acerca de la guerra personal de Megabizo contra Artajerjes, guerra en la que sus hijos Zópiro y Artifio estuvieron también implicados.
Con la ayuda de mercenarios griegos derrotaron a dos ejércitos persas comandados por Ousiris y Menostanes. Tras estas derrotas, Artajerjes decidió negociar enviando una embajada (en la que participaron parsonajes como Artario, la reina madre Amestris, su esposa Amitis y el eunuco Artoxares) para ofrecer a Megabizo un perdón incondicional. El rebelde regresó a la corte pero no pasó mucho tiempo para que volvieran los problemas: durante una cacería salvó la vida del rey al librarlo de un león, pero al hacerlo, utilizó su lanza antes de que el rey pudiera lanzar la suya, algo que estaba prohibido. Consecuentemente, Megabizo fue exiliado a una ciudad cerca del Golfo Pérsico. Sin embargo, tras cinco años, se vistió de leproso y volvió junto a su esposa Amitis, quien utilizó su influencia con su hermano Artajerjes para que Megabizo fuera perdonado nuevamente. Según la cronología de Ctesias, regresó a la corte persa en el 444 a. C., pero falleció poco después a los 76 años.
La historia parece increíble, pero personajes como Menostanes son conocidos por fuentes cuneiformes contemporáneas y Ctesias estuvo en posición de entrevistarse con testigos oculares de los hechos. Quizás la revuelta de Megabizo es un hecho real, a pesar de que no sabemos la causa de la rebelión (no parece probable que lo hiciera por indignación por el final de Inaro). Es también posible que fuera perdonado, pero fue enviado al exilio seguramente casi inmediatamente.
La rebelión es interesante ya que fue el primer persa que utilizó mercenarios griegos durante una revuelta. Este hecho pasaría a ser en el futuro una práctica habitual. También nos muestra que un noble persa podía ser perdonado incluso tras derrotar a dos ejércitos del rey.
El hijo de Megabizo, Zópiro, vivió en un exilio voluntario en Atenas tras la muerte de su padre. Se cree que fue una de las fuentes de Heródoto.